# Carles Mulet
Carles Mulet García, né le 19 avril 1975, est un homme politique espagnol membre de Compromís.

## Biographie

### Vie privée
Il est marié et père de deux filles.

### Carrière politique
Il est élu conseiller municipal de Cabanes en 2003.
Le 22 juillet 2015, il est désigné sénateur par le Parlement valencien en représentation de la Communauté valencienne.